# Estación San Antonio (Catamarca)
San Antonio es una estación de ferrocarril de la ciudad de San Antonio del departamento La Paz, en la provincia de Catamarca, Argentina.

## Servicios
No presta servicios de pasajeros, sólo de cargas. Sus vías corresponden al Ramal CC del Ferrocarril General Belgrano. Sus vías e instalaciones están a cargo de la empresa estatal Trenes Argentinos Cargas.

## Historia
Durante sus primeros tiempos fue la más importante del departamento debido a que la localidad de San Antonio era la cabecera del departamento; hasta 1958, que fue designada la ciudad de Recreo la nueva cabecera.